# Visk
Visk (dansk) eller Wisch (tysk) er en landsby og kommune i det nordlige Tyskland under Kreis Nordfriesland i delstaten Slesvig-Holsten. Byen er beliggende 12 kilometer sydøst for Husum og 5 kilometer nordøst for Frederiksstad. Byen ligger på grænsen mellem marsk og gest.
Kommunen samarbejder på administrativt plan med andre kommuner i Nordsø-Trene kommunefællesskab (Amt Nordsee-Treene).
I den danske tid hørte landsbyen under Svavsted Sogn (Sønder Gøs Herred).